# Xanh berin
 #7FFFD4 
Màu xanh berin hay xanh bi, xanh ngọc  là màu nằm giữa màu xanh lá cây và màu xanh lam.

## Khoáng chất
Đây là màu được coi là một trong những màu phổ biến nhất của khoáng chất berin có thể sử dụng trong công nghiệp đá quý (Be3Al2(SiO3)6), rất gần với ngọc lục bảo.

## Tọa độ màu
```
Số Hex
 = #7FFFD4

RGB
    (r, g, b)    =  (127, 255, 212)

CMYK
   (c, m, y, k) =  (50, 0, 17, 0)

HSV
 (h, s, v) =  (160, 50, 100)
```